# Live to Dance
 (octobre 2015).
Le contenu est difficilement compréhensible vu les erreurs de traduction, qui sont peut-être dues à l'utilisation d'un logiciel de traduction automatique.
Live to Dance est un programme de téléréalité américain et de compétition de danse sur le réseau CBS. Les danseurs de tout le pays sont auditionnés pour Live to Dance dans le "dôme géodésique spécialement construit". Ressemblant à la série de compétition de danse britannique Got to Dance, le spectacle a été d'abord montré le 4 janvier 2011, et a été présenté par la vedette d'American Idol la juge Paula Abdul comme juge tête avec Osher Günsberg (en) comme hôte. Jugeant côtés Abdul ont été Kimberly Wyatt, l'ancien membre de Pussycat Dolls, et de longue date le chorégraphe de Michael Jackson Travis Payne. Le spectacle a été conçu pour rivaliser avec Tu crois que tu sais danser et contrairement à la plupart des autres émissions de téléréalité, a permis danseurs de tous âges à la concurrence. La série n'a pas été renouvelée pour une deuxième saison. Une version australienne a été tournée en 2011.

## Auditions
Les auditions ont eu lieu à Los Angeles et à New York City dans le Dance Dome.

## Top 18
Candidat (en gras) signifie que le candidat a été choisi par les juges/téléspectateurs pour participer aux demi-finales par l'intermédiaire du Dance-Off.
| Top 18                   |
| ------------------------ |
| D'Angelo & Amanda        |
| Bev & Hap                |
| Jalen                    |
| The Vibe                 |
| Tap Sounds Underground   |
| Jill & Jacob             |
| Kendall Glover           |
| Jittin' Genius           |
| Dax & Sarah              |
| Dance Town Chaos         |
| Du-Shant Stegall         |
| Shore Thing              |
| Roosevelt Anderson       |
| Austen Acevedo           |
| Dance in Flight          |
| Twitch                   |
| Chi-Town Finest Breakers |
| White Tree Fine Art      |

### Dance-Off
| Concurrent(s)       | Résultat                  |
| ------------------- | ------------------------- |
| Kendall Glover      | Choix des juges           |
| White Tree Fine Art | Choix des téléspectateurs |
| Theatrix            | Éliminé                   |
| Inside the Box      | Éliminé                   |

## Demi-finales

### Tour 1
| Ordre | Concurrent(s)            | Chanson(s)                                                                                              | Stars  | Stars | Stars | Résultat                  |
| Ordre | Concurrent(s)            | Chanson(s)                                                                                              | Wyatts | Abdul | Pagne | Résultat                  |
| ----- | ------------------------ | --- | ------ | ----- | ----- | ------------------------- |
| 1     | The Vibe                 | "Smooth Criminal" par Michael Jackson                                                                   | ★      | ★     | ★     | Choix des juges           |
| 2     | Jittin' Genius           | "I Can Transform Ya" par Chris Brown "Fancy Footwork" par Chromeo                                       | ★      | ★     | ★     | Éliminé Choix du public   |
| 3     | Chi-Town Finest Breakers | "I Want You Back" par Jackson 5 "The Love You Save" par Jackson 5 "Rapper's Delight" par Sugarhill Gang | ★      | ★     | ★     | Éliminé                   |
| 4     | Austen Acevedo           | "Getting Over You" par David Guetta                                                                     | ★      | ★     | ★     | Éliminé                   |
| 5     | Bev & Hap                | "Boom Boom Pow" par The Black Eyed Peas                                                                 | ★      | ★     | ★     | Éliminé                   |
| 6     | D'Angelo & Amanda        | "Hip Hip Chin Chin" par Club Des Belugas "Conga" par Gloria Estefan                                     | ★      | ★     | ★     | Choix des téléspectateurs |

### Tour 2
| Ordre | Concurrent(s)       | Chanson(s)                                                                                  | Stars    | Stars | Stars  | Résultat                  |
| Ordre | Concurrent(s)       | Chanson(s)                                                                                  | Kimberly | Paula | Travis | Résultat                  |
| ----- | ------------------- | ------------------------------------------------------------------------------------------- | -------- | ----- | ------ | ------------------------- |
| 1     | Jalen               | "U Can't Touch This" par MC Hammer                                                          | ★        | ★     | ★      | Éliminé                   |
| 2     | Dance in Flight     | "The Pink Panther Theme" par Henry Mancini                                                  | ★        | ★     | ★      | Éliminé                   |
| 3     | Twitch              | "Apologize" par OneRepublic                                                                 | ★        | ★     | ★      | Choix des téléspectateurs |
| 4     | Du-Shant Stegall    | "OMG" par Usher                                                                             | ★        | ★     | ★      | Éliminé                   |
| 5     | Dax & Sarah         | "Tu vuo' fa' l'americano" par Renato Carosone / "We No Speak Americano" par Yolanda Be Cool | ★        | ★     | ★      | Éliminé                   |
| 6     | White Tree Fine Art | "Hallelujah" par Alexandra Burke                                                            | ★        | ★     | ★      | Choix des juges           |

### Tour 3
| Ordre | Concurrent(s)          | Chanson(s)                                | Stars    | Stars | Stars  | Résultat                  |
| Ordre | Concurrent(s)          | Chanson(s)                                | Kimberly | Paula | Travis | Résultat                  |
| ----- | ---------------------- | ----------------------------------------- | -------- | ----- | ------ | ------------------------- |
| 1     | Dance Town Chaos       | "It's a Man's Man's Man's World" par Seal | ★        | ★     | ★      | Choix des juges           |
| 2     | Jill & Jacob           | "Save Me" par Nicki Minaj                 | ★        | ★     | ★      | Éliminé                   |
| 3     | Roosevelt Anderson     | "Rocketeer" par Far East Movement         | ★        | ★     | ★      | Éliminé                   |
| 4     | Tap Sounds Underground |                                           | ★        | ★     | ★      | Éliminé                   |
| 5     | Shore Thing            |                                           | ★        | ★     | ★      | Éliminé                   |
| 6     | Kendall Glover         | "Firework" par Katy Perry                 | ★        | ★     | ★      | Choix des téléspectateurs |

### Finalistes
| Concurrent(s)       | # of Gold Stars | Résultat        |
| ------------------- | --------------- | --------------- |
| Twitch              | 3               |                 |
| White Tree Fine Art | 3               | TOP 3 FINALISTE |
| The Vibe            | 2               |                 |
| Kendall Glover      | 3               | Second          |
| Dance Town Chaos    | 3               |                 |
| D'Angelo & Amanda   | 3               | Gagnants        |

## Évaluations
La première série a été regardée par 10,2 millions de téléspectateurs et a été le programme le plus regardé du 4 janvier 2011. Il a réussi en outre à attirer 2,4 millions d'adultes de la tranche d'âge des 18-49 ans. Le deuxième épisode, qui a été diffusé dans la plage horaire normale de mercredi à vingt heures, est tombé à 7,788 millions de téléspectateurs et 1,8 chez les adultes entre 18 et 49 ans.
| Épisode | Date            | Total téléspectateurs(en millions) | Entre 18 et 49 ans(en millions) |
| ------- | --------------- | ---------------------------------- | ------------------------------- |
| 1       | 4 janvier 2011  | 10,2                               | 2,4                             |
| 2       | 5 janvier 2011  | 7,7                                | 1,8                             |
| 3       | 12 janvier 2011 | 6,15                               | 1,5                             |
| 4       | 19 janvier 2011 | 5,081                              | 1,0                             |
| 5       | 26 janvier 2011 | 4,512                              | 1,0                             |
| 6       | 2 février 2011  | 4,749                              | 0,9                             |
| 7       | 9 février 2011  | 4,706                              | 0,9                             |

## Source de la traduction
- (en) Cet article est partiellement ou en totalité issu de l’article de Wikipédia en anglais intitulé « Live to Dance » (voir la liste des auteurs).